# Салбицький курган
53°53′39″ пн. ш. 90°46′24″ сх. д. / 53.8942° пн. ш. 90.7732° сх. д.
Салбицький курган — сакський похоронний курган, що відноситься до тагарської культури. 
Розташований в «Долині царів» у західній частині Мінусинської котловини, за 45 км на північний захід від Абакана, Хакасія, Росія, датується 500—300 рр. до Р. Х. 

або VIII—VI ст. до Р. Х.

Курган мав висоту 11 м, а його окружність близько 500 м. 
Це найбільший курган тагарської культури. 

та є могилою знатного сака з його рабами та дружинами. 

У «Долині царів» є близько 30 інших курганів, хоча вони менші за Великий Салбицький курган.
Курган оточений величезними девонськими плитами вагою 50—70 тонн, привезеними приблизно за 100 км з берегів річки Єнісей. 
Вони розташовані у формі квадрата з горизонтальними плитами, які утворюють стіни. 
Мегаліти, можливо, відігравали астрономічну роль і, ймовірно, відповідають положенню сходів і заходів сонця в різні пори року. 

Салбицький курган спочатку мав квадратну пірамідальну споруду. 
Його розкопали в 1954—1956 роках, знявши всю землю з кургану, залишивши на місці монументальні плити по периферії. З'ясувалося, що цю історичну пам'ятку пограбували й оголили в давнину. 

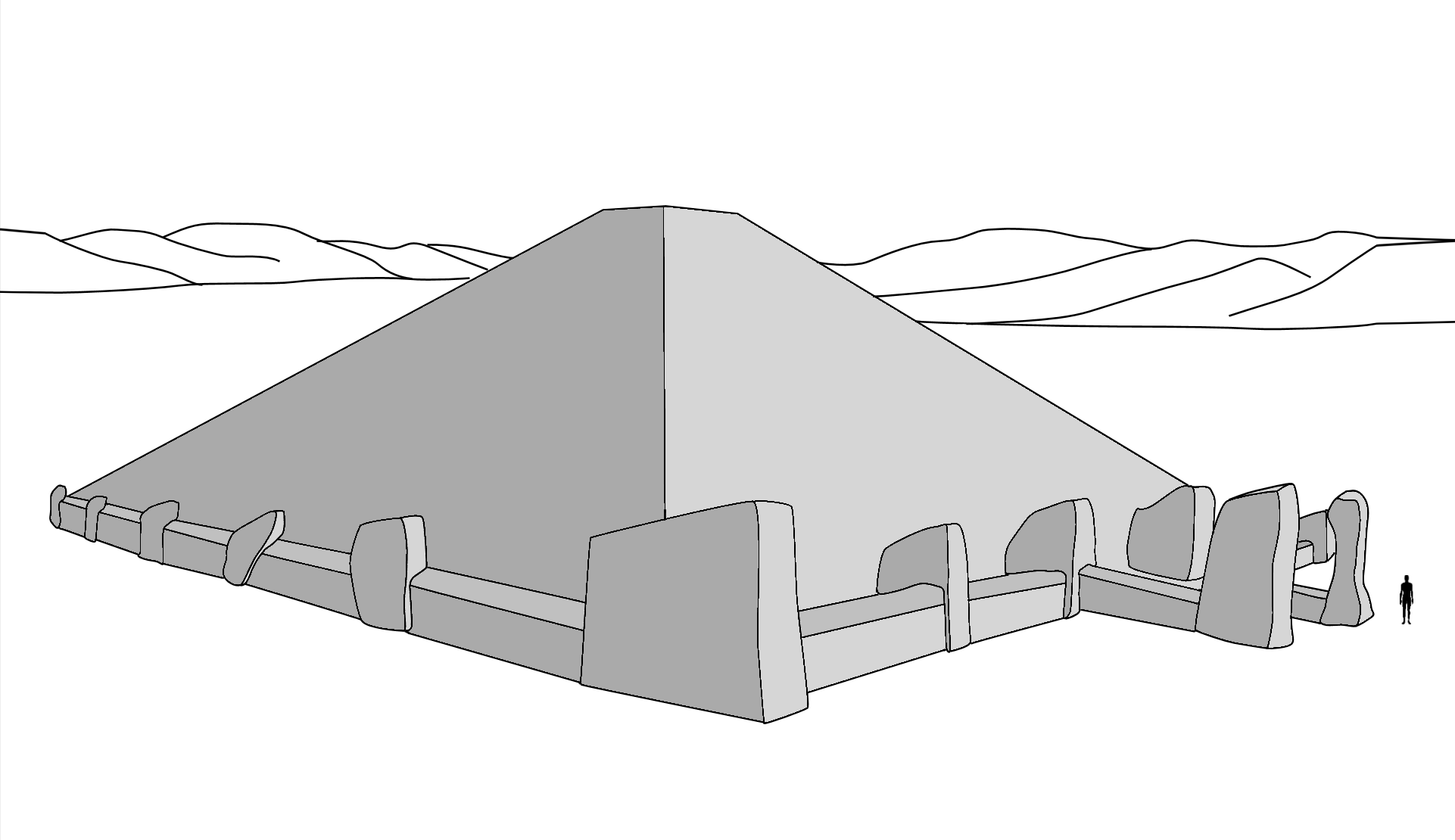
Реконструкція кургану Салбик.
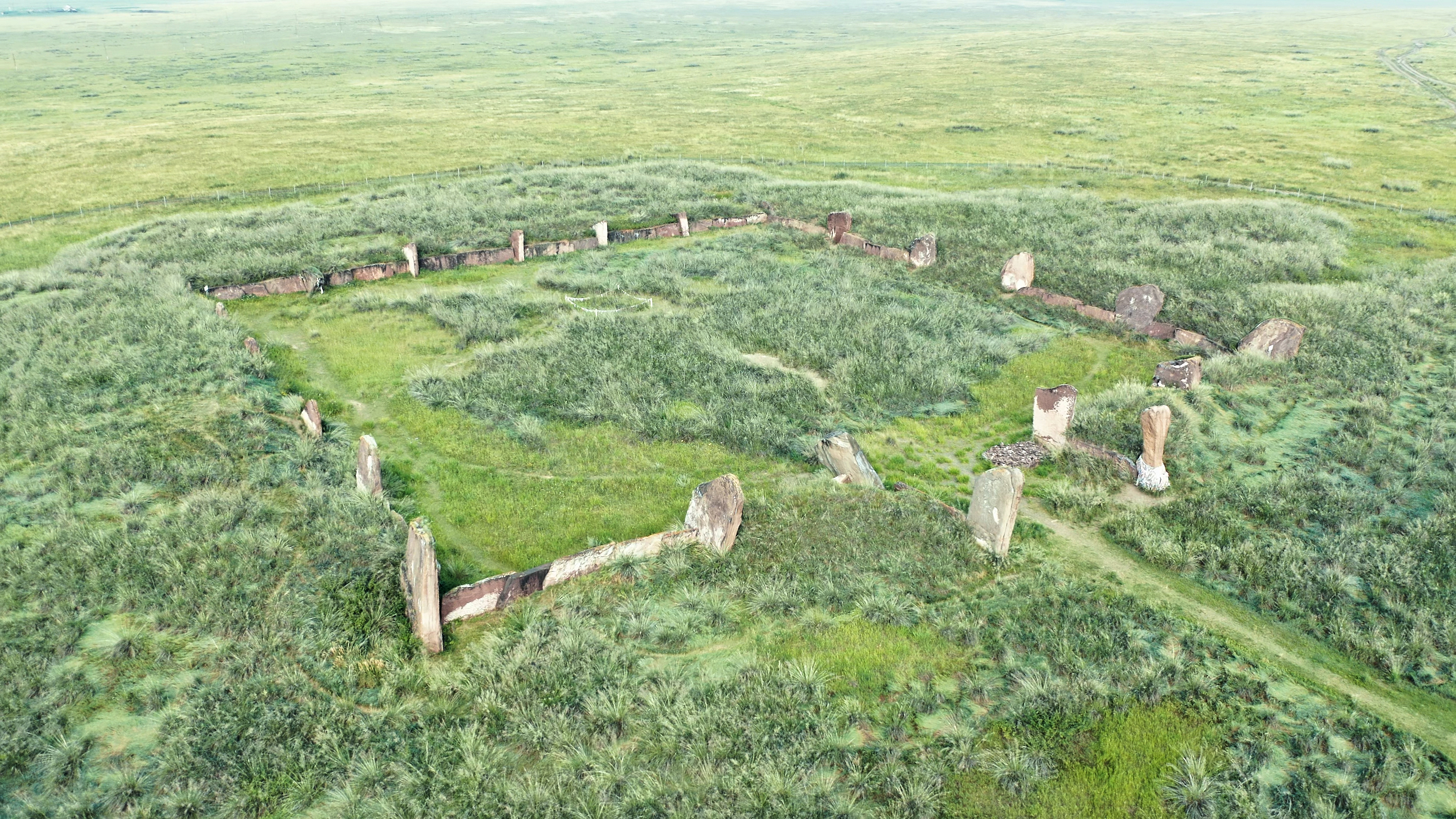
Сьогоднішній курган, від нього залишилися лише монументальні брили по периметру
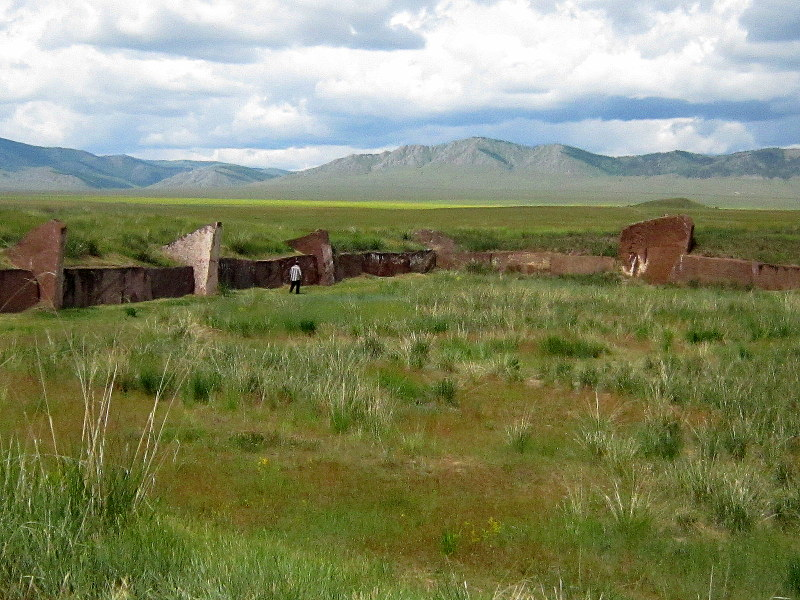
Огороджений периметр кургану Салбик
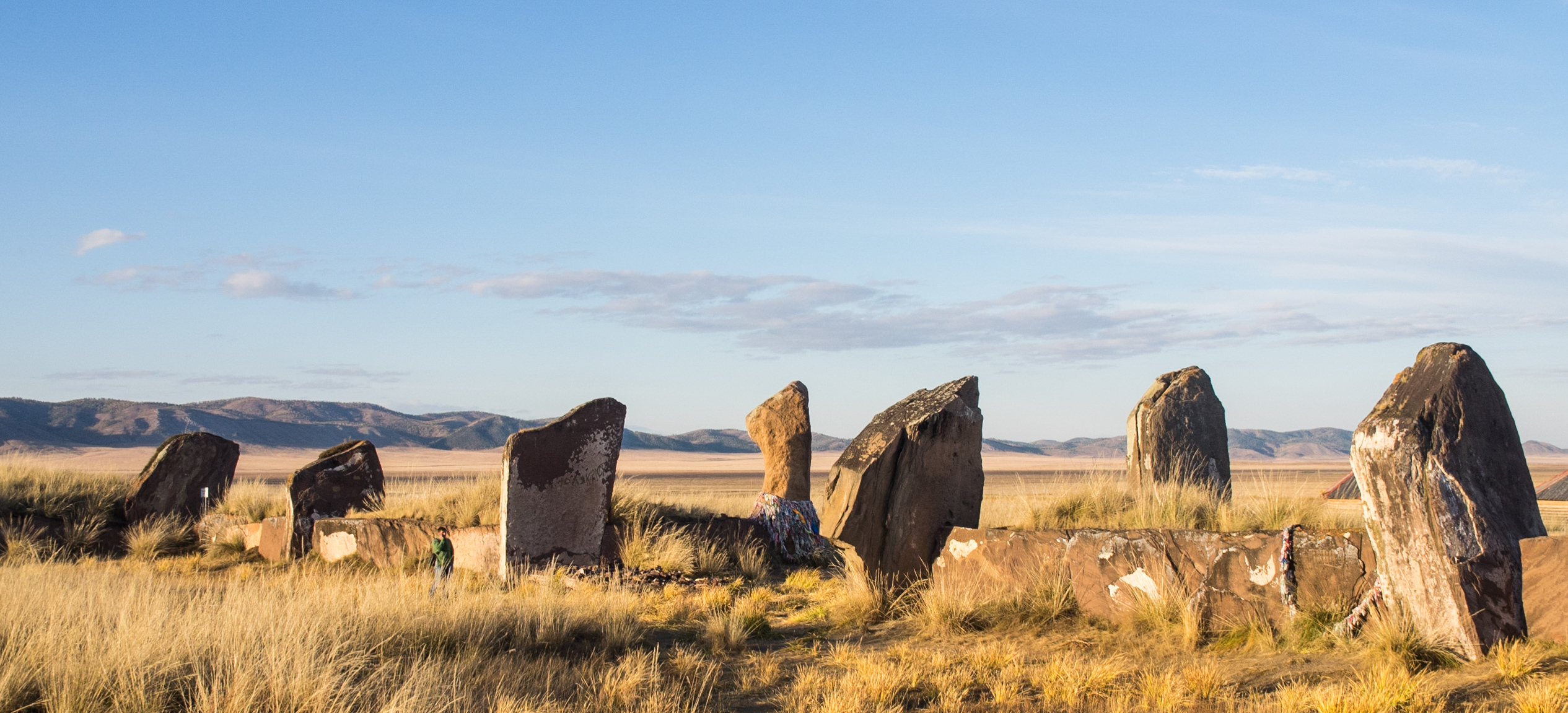
Конструкція стіни та мегаліти на Салбицькому кургані
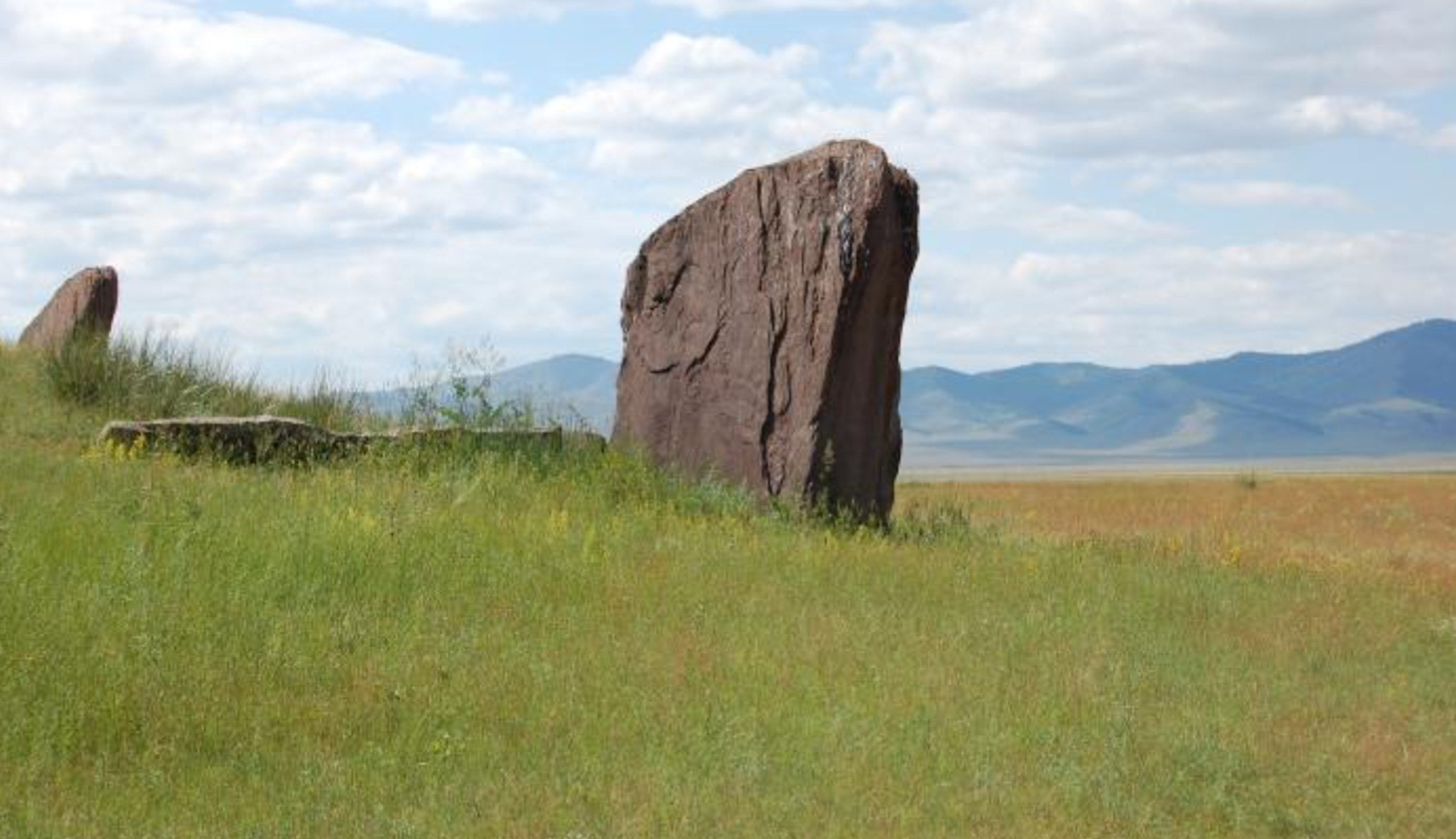
Мегаліт Салбицького кургану
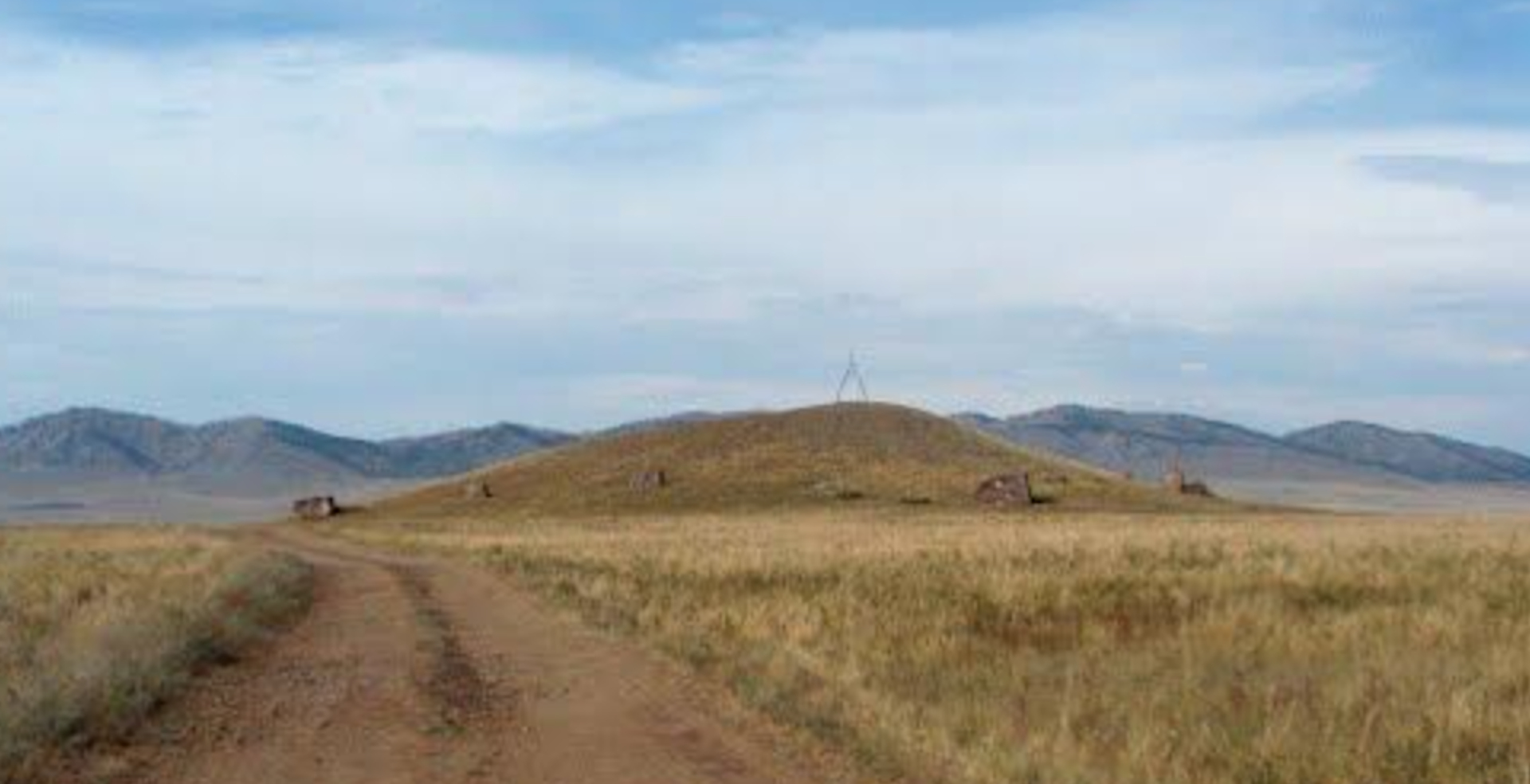
Менший курган біля Великого Салбицького кургану
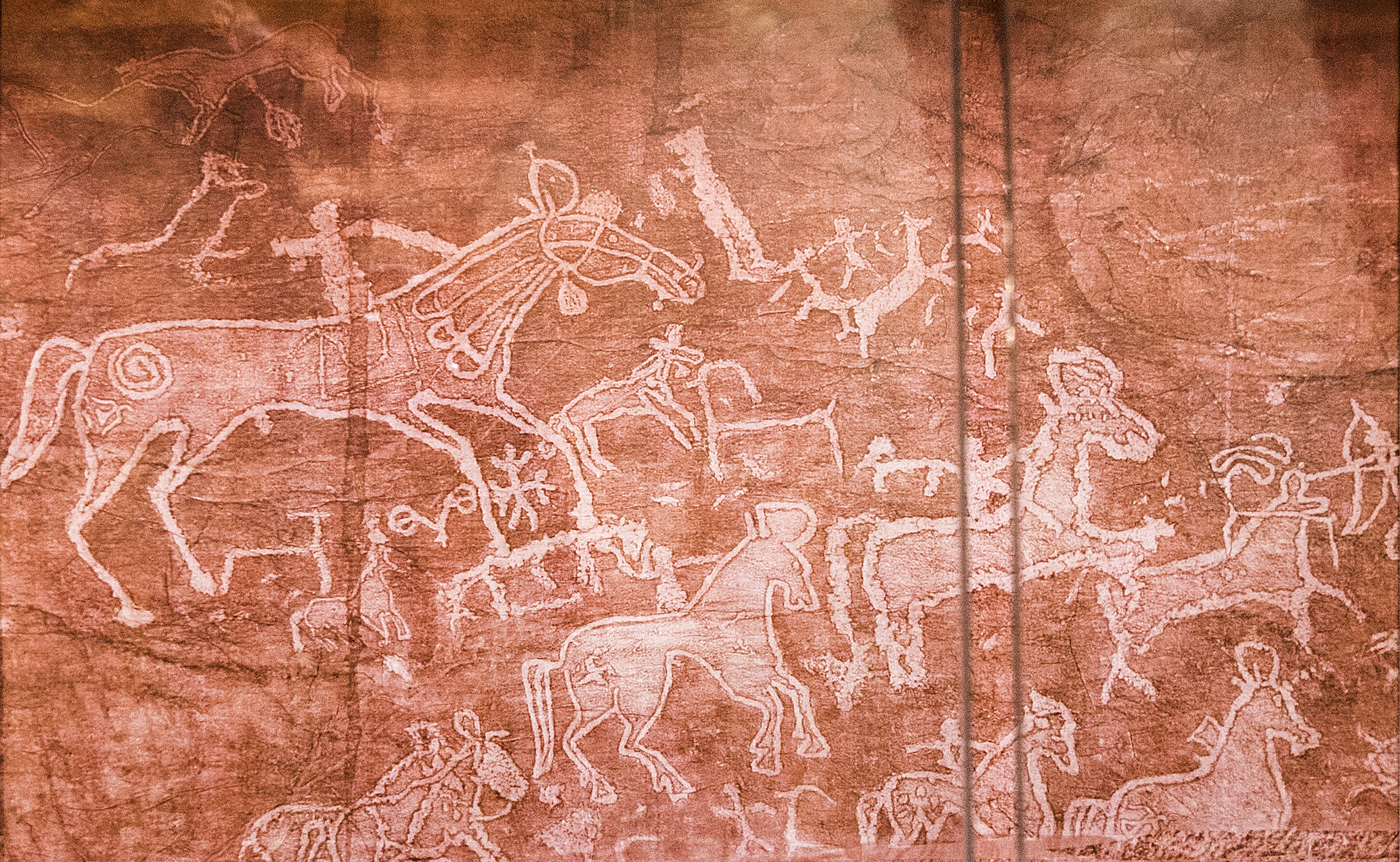
Петрогліф з Долини Царів, Музей Салбицького кургану
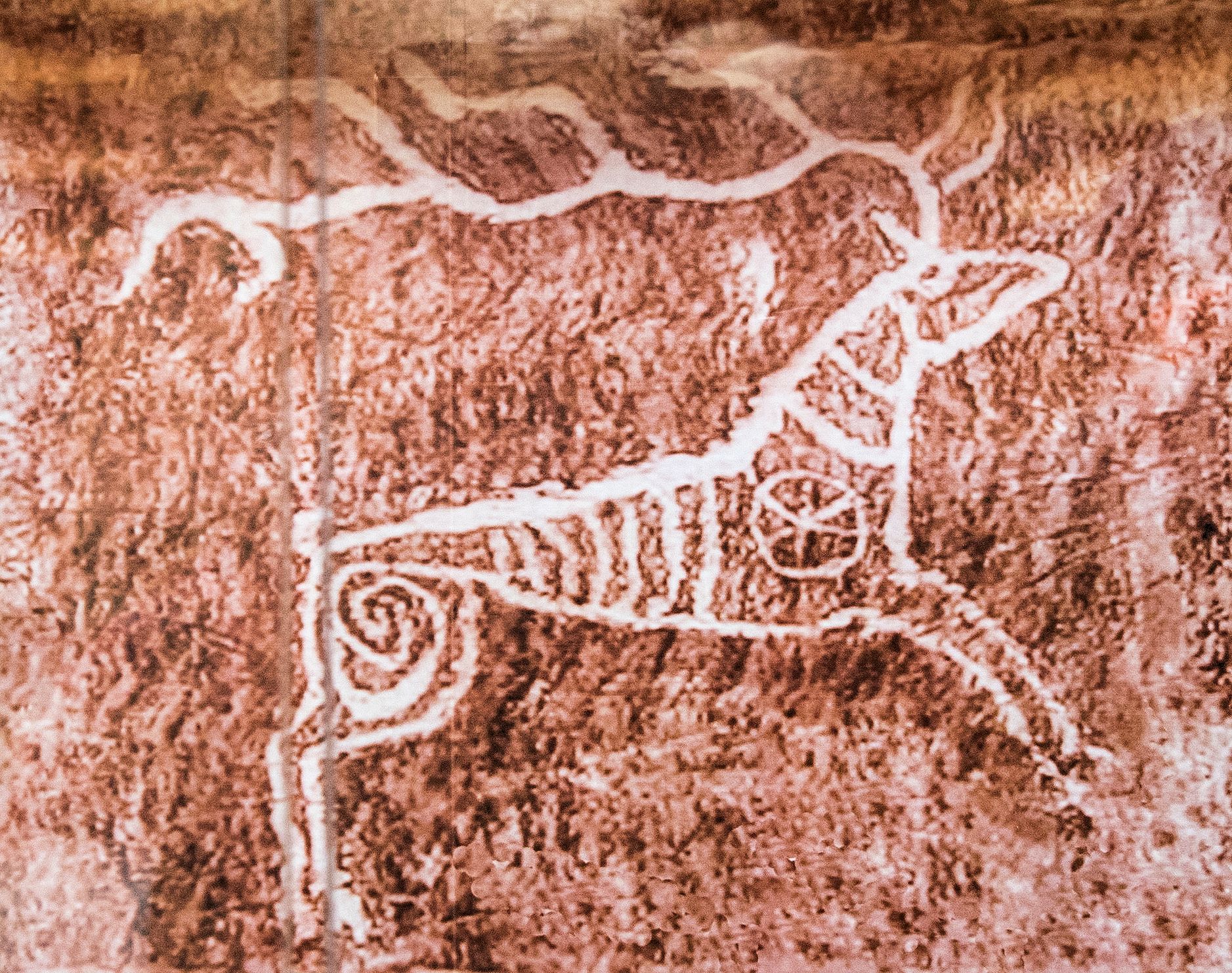
Петрогліф у звіриному стилі з Долини Царів, Музей Салбицького кургану